# Chiesa di San Giovanni Battista (Monaco di Baviera)
La nuova chiesa di San Giovanni Battista (in tedesco: Neue Pfarrkirche St. Johann Baptist) è una chiesa parrocchiale sita nel quartiere di Haidhausen, a Monaco di Baviera.

## Storia
Fu costruita tra gli anni 1852 e 1874, in stile neogotico, da Matthias Berger sulla Johannisplatz. Il campanile a ovest è alto 97 metri ed è il terzo in altezza a Monaco di Baviera. 
Si tratta della più grande chiesa a est del fiume Isar.